# Trigoniulus corallinus
Trigoniulus corallinus är en mångfotingart som först beskrevs av Paul Gervais 1847.  Trigoniulus corallinus ingår i släktet Trigoniulus och familjen Trigoniulidae. Inga underarter finns listade i Catalogue of Life.

## Bildgalleri

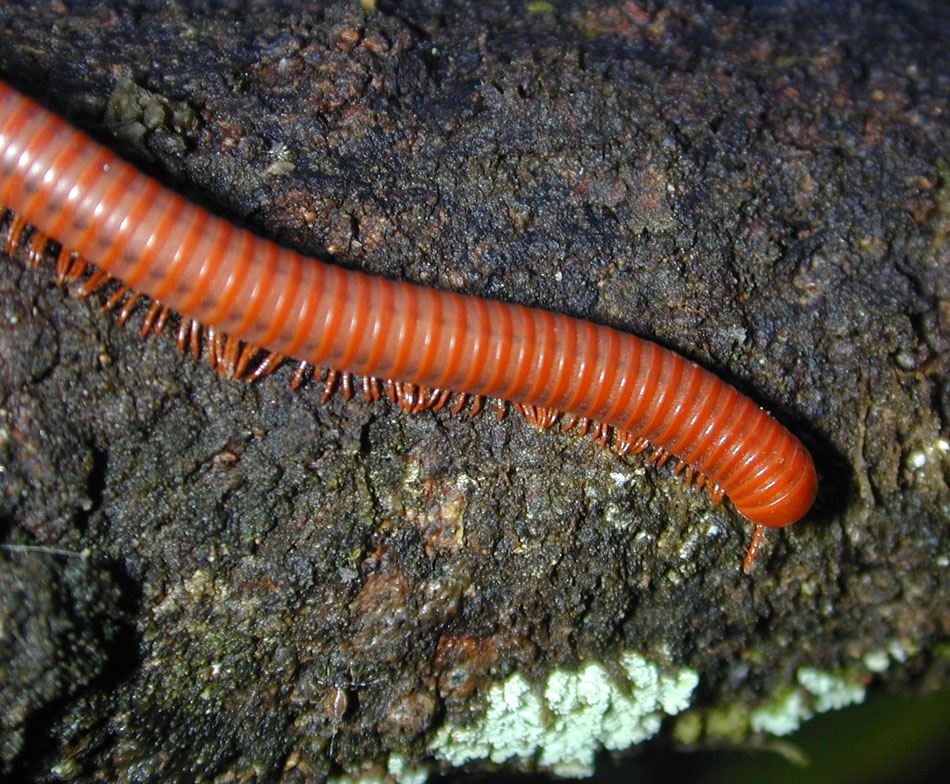